# Guglielmo VIII del Monferrato
Guglielmo VIII Paleologo (19 luglio 1420 – Casale Monferrato, 27 febbraio 1483) fu marchese del Monferrato.

## Biografia
Figlio terzogenito del marchese di Monferrato Giovanni Giacomo e di Giovanna di Savoia (1392 – 1460), figlia di Amedeo VII di Savoia, Guglielmo ereditò il marchesato dopo la morte del fratello maggiore Giovanni IV nel 1464.
La politica fortemente anti-sabauda attuata durante il regno del fratello portò suoi frutti quando l'imperatore Federico III confermò a Guglielmo VIII tutti i territori sottratti dal 1435 da parte di Amedeo VIII di Savoia.
La sua riacquistata potenza venne però messa al servizio di Francesco Sforza, ed in particolare Guglielmo si rivelò utile a Milano, quando, alla morte di Francesco, egli funse da tutore del giovane Galeazzo Maria Sforza. Anche quando questi venne assassinato, Guglielmo rivestì l'importante carica di moderatore nel territorio sforzesco.
Privo di eredi maschi legittimi malgrado tre matrimoni, e temendo per l'estinzione della dinastia, in alleanza con il Marchese Ludovico I di Saluzzo, Guglielmo VIII concesse in matrimonio all'erede di Saluzzo, il futuro Marchese Ludovico II, la figlia Giovanna, avuta nelle prime nozze, stabilendo che, in caso di sua morte senza eredi maschi, i loro figli Ludovico avrebbero potuto aspirare al governo del Monferrato.
Guglielmo VIII morì a Casale Monferrato: essendo morto senza eredi maschi, gli successe alla guida del marchesato il fratello minore con il nome di Bonifacio III. Pur essendo entrambi ancora in vita, né la figlia Giovanna né il genero Ludovico II di Saluzzo rivendicarono il marchesato monferrino.

## Matrimoni e discendenza
Guglielmo ebbe tre mogli.
Il 19 gennaio 1465 sposò in prime nozze Maria di Foix (circa 1452 – maggio 1468), figlia di Gastone IV (1425 – 1472), conte di Foix, e di Eleonora di Navarra (1425 – 1479). Ebbero una sola figlia:
- Giovanna (1467 – 1490), andata sposa a Ludovico II di Saluzzo (1438 – 1504)

A cinquant'anni Guglielmo si risposò il 18 luglio 1469 a Milano con la tredicenne figlia di Francesco Sforza, Elisabetta Maria Sforza (1456 – 1472), dalla quale pure ebbe una sola figlia:
- Bianca (1472 – 1519), andata sposa nel 1485 a Carlo I di Savoia.

Dalla terza moglie Bernarda di Brosse (circa 1450 – 17 febbraio 1485), figlia di Giovanni II di Brosse, conte di Penthièvre, e di Nicoletta di Châtillon, sposata il 19 settembre 1474, non ebbe figli.
Ebbe inoltre figli illegittimi:
- Annibale (1460 ca. – 2 febbraio 1523), signore di Frassinello dal 1477, abate commendatario di Lucedio dal 26 marzo 1485[2][3]
- Lucrezia (? – 1508)[4][5], sposò in prime nozze Giovanni Bartolomeo del Carretto e in seconde nozze Rinaldo d'Este (1435-1503), figlio illegittimo di Niccolò III d'Este.[6]
- Margherita, che sposò il 24 luglio 1487[7] Hector de Monteynard (assassinato il 31 luglio 1501[8]), ciambellano di Francia e governatore di Asti [6]

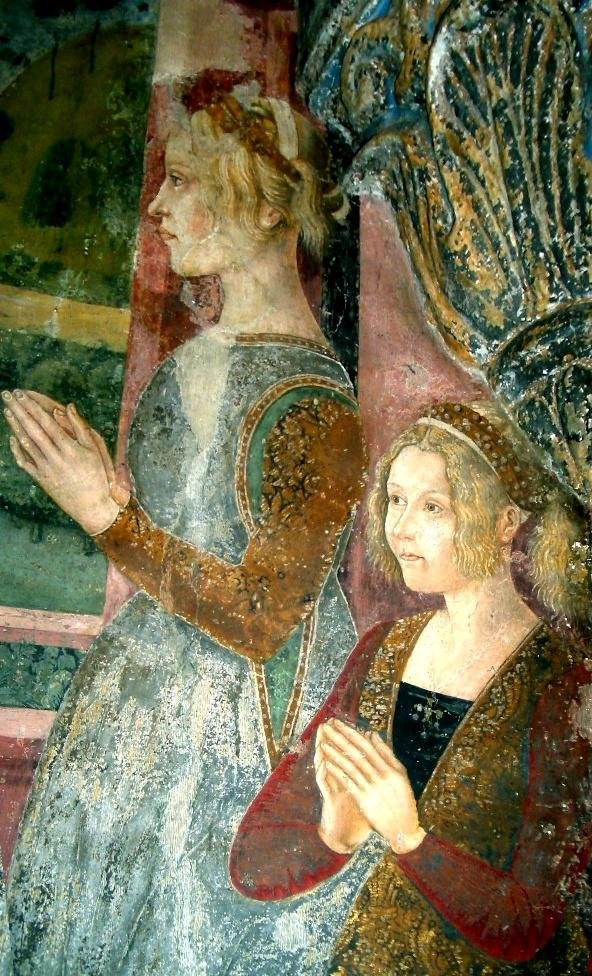
Affresco nel Sacro Monte di Crea raffigurante le due figlie di Guglielmo VIII, Giovanna e Bianca

## Ascendenza
|                                 |                     |                       | Genitori               |  |  | Nonni |  |  | Bisnonni                   |  |  | Trisnonni                |  |
|                                 |                     |                       |                        |  |  |       |  |  | Giovanni II del Monferrato |  |  | Teodoro I del Monferrato |  |
|                                 |                     |                       |                        |  |  |       |  |  | Giovanni II del Monferrato |  |  | Teodoro I del Monferrato |  |
|                                 |                     | Argentina Spinola     |                        |  |  |       |  |  | Giovanni II del Monferrato |  |  |                          |  |
| Teodoro II del Monferrato       |                     |                       |                        |  |  |       |  |  | Giovanni II del Monferrato |  |  |                          |  |
|                                 |                     | Elisabetta di Maiorca | Giacomo III di Maiorca |  |  |       |  |  |                            |  |  |                          |  |
|                                 |                     | Elisabetta di Maiorca | Giacomo III di Maiorca |  |  |       |  |  |                            |  |  |                          |  |
|                                 |                     | Elisabetta di Maiorca | Costanza d'Aragona     |  |  |       |  |  |                            |  |  |                          |  |
| Giovanni Giacomo del Monferrato |                     | Elisabetta di Maiorca |                        |  |  |       |  |  |                            |  |  |                          |  |
|                                 |                     | Roberto I di Bar      | Enrico IV di Bar       |  |  |       |  |  |                            |  |  |                          |  |
|                                 |                     | Roberto I di Bar      | Enrico IV di Bar       |  |  |       |  |  |                            |  |  |                          |  |
|                                 |                     | Roberto I di Bar      | Yolanda di Dampierre   |  |  |       |  |  |                            |  |  |                          |  |
| Giovanna di Bar                 |                     | Roberto I di Bar      |                        |  |  |       |  |  |                            |  |  |                          |  |
|                                 |                     | Maria di Valois       | Giovanni II di Francia |  |  |       |  |  |                            |  |  |                          |  |
|                                 |                     | Maria di Valois       | Giovanni II di Francia |  |  |       |  |  |                            |  |  |                          |  |
|                                 |                     | Maria di Valois       | Bona di Lussemburgo    |  |  |       |  |  |                            |  |  |                          |  |
| Guglielmo VIII del Monferrato   |                     | Maria di Valois       |                        |  |  |       |  |  |                            |  |  |                          |  |
|                                 | Amedeo VI di Savoia | Aimone di Savoia      |                        |  |  |       |  |  |                            |  |  |                          |  |
|                                 | Amedeo VI di Savoia | Aimone di Savoia      |                        |  |  |       |  |  |                            |  |  |                          |  |
|                                 | Amedeo VI di Savoia | Violante Paleologa    |                        |  |  |       |  |  |                            |  |  |                          |  |
| Amedeo VII di Savoia            | Amedeo VI di Savoia |                       |                        |  |  |       |  |  |                            |  |  |                          |  |
|                                 |                     | Bona di Borbone       | Pietro I di Borbone    |  |  |       |  |  |                            |  |  |                          |  |
|                                 |                     | Bona di Borbone       | Pietro I di Borbone    |  |  |       |  |  |                            |  |  |                          |  |
|                                 |                     | Bona di Borbone       | Isabella di Valois     |  |  |       |  |  |                            |  |  |                          |  |
| Giovanna di Savoia              |                     | Bona di Borbone       |                        |  |  |       |  |  |                            |  |  |                          |  |
|                                 |                     | Giovanni di Valois    | Giovanni II di Francia |  |  |       |  |  |                            |  |  |                          |  |
|                                 |                     | Giovanni di Valois    | Giovanni II di Francia |  |  |       |  |  |                            |  |  |                          |  |
|                                 |                     | Giovanni di Valois    | Bona di Lussemburgo    |  |  |       |  |  |                            |  |  |                          |  |
| Bona di Berry                   |                     | Giovanni di Valois    |                        |  |  |       |  |  |                            |  |  |                          |  |
|                                 |                     | Giovanna d'Armagnac   | Giovanni I d'Armagnac  |  |  |       |  |  |                            |  |  |                          |  |
|                                 |                     | Giovanna d'Armagnac   | Giovanni I d'Armagnac  |  |  |       |  |  |                            |  |  |                          |  |
|                                 |                     | Giovanna d'Armagnac   | Beatrice di Clermont   |  |  |       |  |  |                            |  |  |                          |  |
|                                 |                     | Giovanna d'Armagnac   |                        |  |  |       |  |  |                            |  |  |                          |  |